# Tusker FC
Tusker Football Club este un club de fotbal din orașul Nairobi, capitala Kenyei. Echipa joacă în prima ligă kenyană și este al treilea club ca valoare din fotbalul kenyan, după număr de trofee câștigate. Clubul este sponsorizat de fabricile de bere din Africa de Est și numele său se referă la Tusker, un cunoscut brand de bere al companiei. Clubul s-a numit Kenya Breweries până în 1999.

## Palmares
| Competiții Naționale | Competiții Internaționale |
| - Campionatul Kenyei (13) : - Campioni : 1972, 1977, 1978, 1994, 1996, 1999, 2000, 2007, 2011, 2012, 2016, 2021, 2022. - Vice-campioni : 1993, 1995, 2003, 2004, 2006. - Cupa Kenyei (5) : - Câștigători : 1975, 1989, 1992, 1993, 2016. - Finalistă : 1988, 2005. - Supercupa Kenyei (2) : - Câștigători : 2011, 2013. - Finalistă : 2012, 2016. | - Cupa Kagame : - Câștigători (5) - 1988, 1989, 2000, 2001, 2008. - Finalistă (1) - 1997. - Liga Campionilor CAF : - Semifinala (1) - 1973. - Cupa Cupelor CAF : - Finalistă (1) - 1994. |

### Finale
| Finala jucată de Tusker în Cupa Cupelor a Africii | Finala jucată de Tusker în Cupa Cupelor a Africii | Finala jucată de Tusker în Cupa Cupelor a Africii | Finala jucată de Tusker în Cupa Cupelor a Africii | Finala jucată de Tusker în Cupa Cupelor a Africii |
| Finala Pierdută                                   | Finala Pierdută                                   | Finala Pierdută                                   | Finala Pierdută                                   |                                                   |
| Anul                                              | Finalistă                                         | Scor                                              | Adversar                                          |                                                   |
| ------------------------------------------------- | ------------------------------------------------- | ------------------------------------------------- | ------------------------------------------------- | ------------------------------------------------- |
| 1994                                              | Tusker                                            | 2 - 5                                             | Motema Pembe                                      |                                                   |

## Legături externe
- Site-ul oficial al clubului Arhivat în 13 octombrie 2020, la Wayback Machine.